# Museu del Blat
El Museu del Blat, anteriorment anomenat Museu del Blat i la Pagesia, és un museu de caràcter etnogràfic de Cervera (Segarra) que presenta una mostra significativa de la cultura material de les diferents activitats de la vida rural. Va estar ubicat des del 1963 fins al 2012 a l'Hospital de Sant Joan de Jerusalem, al carrer Major, i es traslladà el 2023 a la Farinera del Sindicat Agrícola de Cervera. Forma part del Museu Comarcal de Cervera.

## Història

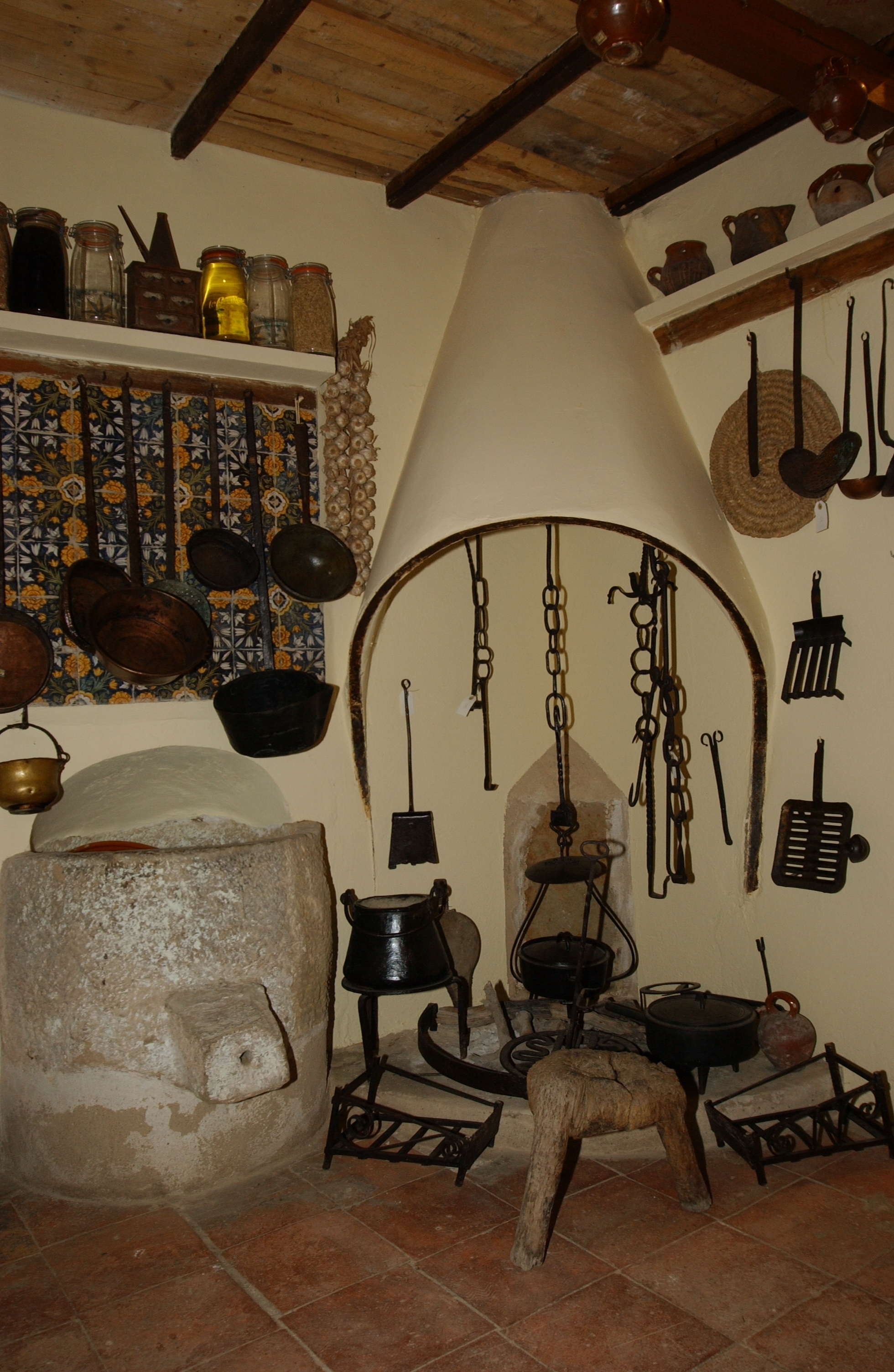
Antic museu a l'Hospital de Sant Joan de Jerusalem

### Museu del Blat i la Pagesia
El Museu del Blat i la Pagesia s'instal·là a l'edifici del l'Hospital de Sant Joan de Jerusalem, al carrer Major, després d'una crida popular promoguda el 20 de novembre de 1963, a instàncies de l'historiador Agustí Duran i Sanpere i de Ramon Vidal de Montpalau, gerent del la Cooperativa del Camp Comarcal de Cervera (CCCC), adreçada a tots els pagesos de la comarca que, en només 10 dies, van reunir més de 600 objectes. Una col·lecció que, amb el temps, s'ha anat ampliant amb noves adquisicions. Representava les estances de la casa i activitats típicament domèstiques, les feines del camp, l'elaboració dels productes, els oficis tradicionals,...
El 2012, a causa de les obres d'adequació de l'edifici per a convertir-lo en nou centre cultural per a la ciutat, es va tancar el Museu, traslladant les col·leccions a l'àrea de reserva del Museu Comarcal de Cervera.

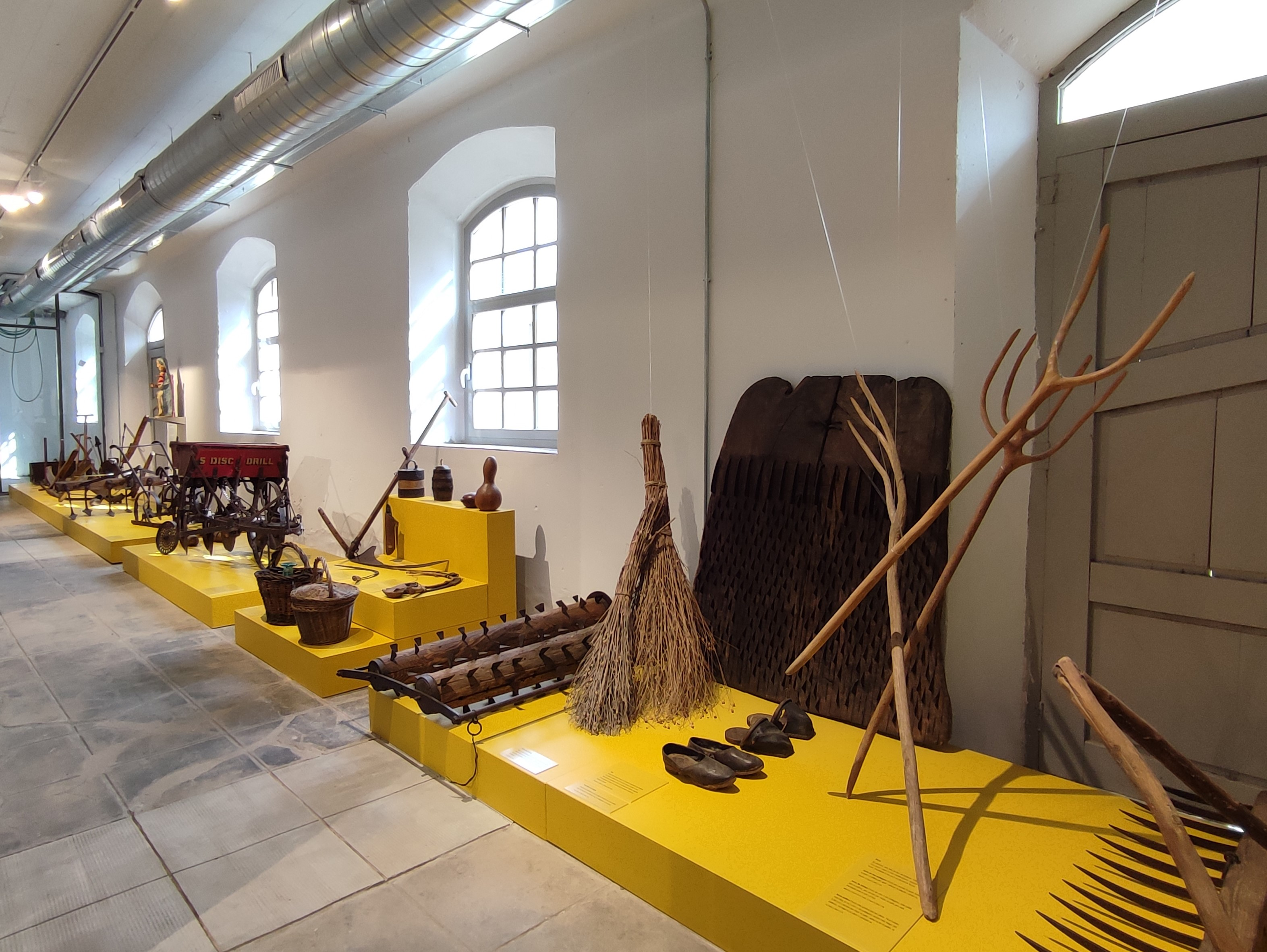
Actual museu a la Farinera del Sindicat Agrícola de Cervera

### Museu del blat
El març de 2023 es reobrí el Museu, amb el nom de Museu del Blat, a l'edifici de la Farinera del Sindicat Agrícola de Cervera, edifici emblemàtic del sindicalisme agrari català. El nou Museu conté sis àrees d'exposició i planteja un espai interrogatiu per tal de fomentar el debat i l'opinió crítica entre els visitants.